# Cima Marta
Cima Marta (2.138 m s.l.m. - Cime de Marta in francese - detta anche monte Vacchè) è una montagna delle Alpi del Marguareis situata in Francia, nel dipartimento delle Alpi Marittime, non lontano dal confine con l'Italia e la Liguria.

## Caratteristiche

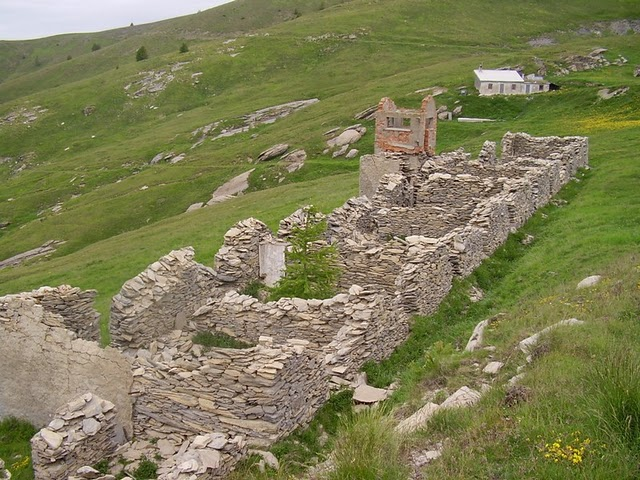
Resti dei Balconi di Marta.

Sorge tra gli ampi pascoli a settentrione del monte Pietravecchia, sulla dorsale spartiacque tra l'alta valle Argentina e la valle Roia. La sua sommità si trova in territorio francese (Dipartimento delle Alpi Marittime) ed è raggiunta da una strada militare sterrata. È la cima più elevata a sud del monte Saccarello. Nei pressi della cima si elevano i Balconi di Marta con i bunker costruiti dagli alpini.

## Storia
La zona di Marta, situata sopra colle Melosa nella Provincia di Imperia, è nota per il sentiero degli Alpini, per le ferrate del monte Pietravecchia, per i paesaggi quasi dolomitici di monte Toraggio e monte Grai e per la massiccia presenza di fortificazioni soprattutto risalenti al secondo conflitto mondiale sulla sommità di Cima Marta.
Dalla fine del XIX secolo l'area vide la comparsa di numerosi ricoveri e di baraccamenti serviti da diverse strade militari. La più importante era quella che aveva origine dal colle di Tenda, attraversava il colle della Boaria raggiungendo il passo Tanarello, dove vi era una casermetta per cento uomini dotata di cisterna e di stazione eliografica, realizzata nel 1891. Dal valico una carrareccia saliva al monte Saccarello, dove, accanto ad alcuni baraccamenti, nel 1896 venne costruita una batteria armata successivamente con cannoni da 149G in barbetta diretti verso il territorio francese. La rotabile proseguiva quindi per Cima Marta, proprio di fronte alle opere francesi dell'Authion, che la rendeva la posizione più importante di tutto lo spartiacque: da qui era infatti possibile, sfruttando gli impervi sentieri che partivano da Saorgio e dalla Giandola, aggirare in una sola mossa i forti del Colle di Tenda e gli sbarramenti delle Alpi Liguri (colle di Nava, monte Zuccarello, Altare–Vado Ligure, Melogno, Giovi, ecc.).
Il maggior impegno fortificatorio si ebbe con la realizzazione delle opere del Vallo Alpino Occidentale, attraverso la quale la difesa degli accessi della media Roia poté trovare un'adeguata sistemazione. L'area compresa tra Cima Marta e il monte Toraggio costituiva il Sottosettore V/B Marta e comprendeva in totale diciotto opere, posizionate su una prima linea, dal Balcone di Marta all'Abrigasso alla Guglia di Girenza, e su una prima linea arretrata attestata da Cima di Marta a monte Ceriana a monte Grai (in parte da completare).

## Accessi
Ai piedi del rifugio Grai si continua verso destra per la rotabile militare fino a raggiungere un bivio; di lì a sinistra per una carrareccia si raggiungono le caserme di Marta, poi per comodo e largo sentiero si guadagna la cima. C'è poi la possibilità di variante per il ritorno percorrendo un sentiero in discesa che condurrà alla confluenza con la rotabile militare che conduce alla valletta; di lì il sentiero che porta al rifugio. Ore 5.30, difficoltà E.
Dal rifugio Franco Allavena si percorre un tratto di strada asfaltata. Alla fine dell'asfalto, sulla destra un sentiero in graduale salita conduce nei pressi del rifugio Grai del C.A.I. di Ventimiglia, incustodito. Aggiratolo, un sentiero conduce alla cima. Si può ridiscendere percorrendo un tratto dell'Alta Via dei Monti Liguri verso la valletta, ripercorrendo un tratto del sentiero degli Alpini in circa 3 ore. Difficoltà E.

### Cartografia
- Cartografia ufficiale italiana in scala 1:25.000 e 1:100.000, Istituto Geografico Militare.
- Cartografia ufficiale francese, Institut géographique national.
- Carta dei sentieri e stradale scala 1:25.000 n. 23 Sanremo Ventimiglia Bassa val Roia Val Nervia, Fraternali editore - Ciriè
- Carta in scala 1:50.000 n. 8 Alpi Marittime e Liguri, Torino, Istituto Geografico Centrale.